# Lake of the Pines, California
Lake of the Pines, California (енгл. Lake of the Pines) насељено је место без административног статуса у америчкој савезној држави Калифорнија.

## Демографија
По попису из 2010. године број становника је 3.917, што је 39 (-1,0%) становника мање него 2000. године.
| Група             | 2000.         | 2010.         |
| Белци             | 3.720 (94,0%) | 3.498 (89,3%) |
| Афроамериканци    | 6 (0,2%)      | 5 (0,1%)      |
| Азијати           | 33 (0,8%)     | 65 (1,7%)     |
| Хиспаноамериканци | 126 (3,2%)    | 246 (6,3%)    |
| Укупно            | 3.956         | 3.917         |